# A fil di spada
A fil di spada è un film del 1952 diretto da Carlo Ludovico Bragaglia.

## Produzione
Il film fu realizzato negli stabilimenti di Cinecittà.

## Distribuzione
La pellicola venne distribuita nel circuito cinematografico italiano il 3 ottobre del 1952.